# Péricles Eugênio da Silva Ramos
Péricles Eugênio da Silva Ramos (Lorena, 1919 — São Paulo, 1992) foi um poeta, tradutor, ensaísta, crítico literário e professor brasileiro.

## Vida e obra
Péricles Eugênio da Silva Ramos nasceu em Lorena, no estado de São Paulo, em 24 de outubro de 1919 . Formou-se na Faculdade de Direito da Universidade de São Paulo na turma de 1944 . Publicou em 1946 seu primeiro livro de poesias, Lamentação Floral, pela editora Assunção. A esta, seguiram-se outras obras poéticas originais.
Em 1948, já envolvido com o movimento modernista - naquele momento nomeado neomodernista - co-assinou um manifesto dos poetas da nova geração. Ao longo da vida, contribuiu, ora com poemas, ora com ensaios, com diversas publicações periódicas, dentre as quais a Folha da Manhã, o Correio Paulistano e a Revista Brasileira de Poesia, fundada pelo próprio em 1947 .
Péricles Eugênio da Silva Ramos dedicou-se também à tradução, em especial à tradução poética, tendo vertido para o português obras de William Shakespeare, Stéphane Mallarmé, Virgílio e Góngora, entre outros. Além disso, também foi editor de antologias de literatura brasileira. Várias obras de autores brasileiros, em especial do simbolismo e parnasianismo, foram revisitadas e antologizadas por Silva Ramos, tais como Francisca Júlia e Álvares de Azevedo.
A partir de 1966, Silva Ramos lecionou literatura e redação junto à Faculdade de Comunicação Social Cásper Líbero. Em 1970, passou a exercer o cargo de diretor técnico do Conselho Estadual de Cultura, quando foi um dos criadores do Museu de Arte Sacra de São Paulo, do Museu da Imagem e do Som e do Museu da Casa Brasileira.
Péricles Eugênio da Silva Ramos ocupou a cadeira de número 25 da Academia de Letras de São Paulo e veio a falecer em São Paulo, em 1992.
É classificado como um dos poetas da Geração de 45. 

## Obra poética
- Lamentação Floral, 1966
- Sol Sem tempo, 1953
- Lua de Ontem, 1960
- Futuro, 1968
- Poesia Quase Completa, 1972
- A Noite da Memória, 1988